# Eyeshield 21
Eyeshield 21 (アイシールド21, Aishīrudo Nijūichi) é uma série de mangá escrita por Riichiro Inagaki e ilustrada por Yusuke Murata. A série conta a história de Sena Kobayakawa, um garoto introvertido que acaba entrando para o clube de futebol americano. Embora entre para o clube como secretário, ele, após ser coagido por Yoichi Hiruma, o capitão da equipe, acaba por jogar usando uma viseira e o número 21, sob o pseudônimo de "Eyeshield 21". Inagaki escolheu o futebol americano como tema central para Eyeshield 21 após perceber que o esporte se encaixava perfeitamente com a ideia que ele tinha em mente para a série.
O mangá foi serializado originalmente na revista Weekly Shōnen Jump entre julho de 2002 e junho de 2009. A série consiste em 333 capítulos compilados em 37 volumes tankōbon publicados pela editora Shueisha. Uma adaptação em anime consistindo em 145 episódios foi dirigida por Masayoshi Nishida e Shin Katagai, e co-produzida entre TV Tokyo, NAS e Gallop. Tal adaptação foi patrocinada pela NFL Japan. A série televisiva foi exibida originalmente pela TV Tokyo entre 6 de abril de 2005 e 19 de março de 2008. A franquia também deu origem a um par de OVAs, álbuns de áudio, jogos eletrônicos e outras mercadorias.
No Japão, Eyeshield 21 foi uma série popular. O mangá esteve várias vezes entre os dez mais vendidos da semana e já havia vendido mais de vinte milhões de cópias ao alcançar o 35.º volume, sendo uma das séries mais vendidas da Weekly Shōnen Jump. O anime esteve entre os mais assistidos da semana por diversas vezes. As publicações especializadas elogiaram Eyeshield 21 principalmente pelos personagens e pelas ilustrações de Yusuke Murata, além de terem enaltecido também a forma como as regras do esporte foram explicadas a um público que as desconhecia. As críticas negativas se focaram nas cenas onde os personagens não estão jogando futebol americano.

## Enredo
Situado em Tóquio, o enredo de Eyeshield 21 gira em torno de um garoto fraco e não-assertivo chamado Sena Kobayakawa que entra para a Deimon Private Senior High School, escola que sua amiga de infância Mamori Anezaki frequenta. Suas únicas habilidades físicas notáveis são sua velocidade de corrida intensa e agilidade, o resultado de uma vida escolar que passou em conformidade com as exigências dos "valentões". Enquanto fugia dos mesmos suas habilidades chamam a atenção de Yoichi Hiruma, o capitão da equipe de futebol americano da escola, que força Sena a se juntar aos Deimon Devil Bats como running back.
Para proteger sua identidade de outras equipes que queiram recrutá-lo, Sena é forçado a assumir publicamente o papel de secretário, entrar em campo usando um capacete equipado com uma viseira de cor verde para esconder suas feições e sob o pseudônimo de "Eyeshield 21". A equipe inicialmente improvisada compete no torneio de futebol americano da primavera com a esperança de vencer com a ajuda de sua "arma secreta". Eles vencem seu primeiro jogo, no entanto, no jogo seguinte, a equipe extremamente fraca é facilmente eliminada pelos Oujou White Knights, um dos melhores times do Japão, após marcar apenas dois touchdowns.
Após Deimon ser eliminado do torneio, é revelado que o campeonato de primavera é secundário em importância, em relação ao torneio de outono, onde as equipes competem pela chance de disputar o Christmas Bowl (Torneio de Natal), o campeonato de futebol americano colegial mais importante do Japão. Hiruma, Kurita e Sena se reagrupam, e lentamente começam a construir uma equipe de verdade com a entrada de outros estudantes, como Taro Raimon, um jogador de beisebol que só sabe fazer recepções, os irmãos Ha-Ha, Komusubi e Yukimitsu. Outros personagens lentamente se juntam à equipe, e a série segue com a construção e o crescimento dos Deimon Devil Bats e seus membros, bem como vários times rivais e como todos eles se esforçam para conseguir seu objetivo de jogar no Torneio de Natal.

## Produção
Antes da série passar a ser publicada semanalmente na Shōnen Jump, Inagaki e Murata, publicaram dois one-shots, chamados de Eyeshield 21 Parte 1 (前編, Zenpen) e Parte 2 (後編, Kōhen), que serviram como base para a futura série. Apesar de nunca ter jogado futebol americano, o autor Riichiro Inagaki, escolheu esse tema após decidir que queria criar "um protagonista que no início seria fracote, mas que poderia jogar excepcionalmente em partidas desportivas" e com essa premissa em mente, decidiu que o futebol americano seria um "material bem adequado." Ao criar o mangá ele disse ter sido cuidadoso, pois ele não queria que o mangá acabasse se tornando "um simulador de futebol americano". Segundo Inagaki a história é ambientada em Tóquio, "mas talvez não no centro — mais nos subúrbios" além de ter acrescentado que "os aspectos das cidades natais dos dois criadores são refletidos no cenário" da obra.
Durante a produção de Eyeshield 21, Inagaki fora várias vezes aos Estados Unidos. Ele foi para ver partidas de nível universitário para coletar informações para a série. Além de ir ao país para assistir jogos de futebol americano, ele, o editor e Yusuke Murata, foram a um centro espacial e tiraram várias fotos de naves espaciais e afins, que serviriam como base para criar o time Nasa Aliens, mas segundo Inagaki, essas fotos não foram muito úteis, e ao invés disso, fotos de prédios que foram tiradas aleatoriamente o ajudara mais. Mais tarde foi até uma base militar para ter noção de como era uma, já que mais a frente teria que desenhá-la nos capítulos em que a história de Hiruma é revelada ao público. Assistindo a um jogo da NFL, ele notou que alguns jogadores "passavam uma sensação intimidante e poderosa" e que eles pareciam estar "indo contra dinossauros", e a partir daí criou Gaoh e os Dinosaurs.
Antes de ser convidado para trabalhar em Eyeshield 21, Murata já havia lido alguns mangás de Inagaki e disse que eles tinham "conceitos de design de uniformes e equipamentos legais" e achava que poderia transformá-los em um "ótimo mangá" e que "ficaria feliz em aceitar o desafio"; por fim ele foi escolhido para ser o ilustrador. Enquanto ilustrava os capítulos, Murata, costumava errar muito e sua alergia a pólen costumava atrapalhá-lo, pois sempre que errava acabava inalando o pó da borracha. Para fazer o esboços dos personagens antes de mandá-los para a editora, ele costumava usar uma lapiseira que considerava especial pelo fato dela ter sido dada a ele por Masanori Morita.
Ao escrever o fim da história, após sete anos de publicação, Inagaki disse ter ficado emocionado.

## Mídias

### Mangá
A série de mangá Eyeshield 21 foi escrita por Riichiro Inagaki, ilustrada por Yusuke Murata e serializada originalmente na revista Weekly Shōnen Jump entre julho de 2002 e junho de 2009. A versão impressa consiste em 333 capítulos que abrangem 37 volumes tankōbon, com o primeiro sendo lançado dia 20 de dezembro de 2002 e o último 2 de outubro de 2009. O mangá também foi publicado como parte da série Shueisha Jump Remix: um total de quatorze volumes foram lançados entre 28 de junho de 2010 e 14 de fevereiro de 2011. A versão em inglês foi publicada pela Viz Media entre os dias 5 de abril de 2005 e 4 de outubro de 2011. Foi publicado na França pela editora Glénat com início em março de 2005 e com término em junho de 2011. Na Itália ele foi publicado pela Planet Manga uma linha editorial da Panini entre 17 de julho de 2008 e 21 de julho de 2011. Eyeshield 21 também foi publicado e concluído na Indonésia pela Elex Media e em Taiwan pela Tong Li, além de ser publicado na Coreia do Sul e Tailândia.

### OVAs
Foram criados dois OVAs de Eyeshield 21. O primeiro, chamado Eyeshield 21: The Phantom Golden Bowl, foi produzido pela Production I.G e estreou em setembro de 2003 na Jump Festa Anime Tour, sendo relançado na Jump Festa de 2004. O lançamento do segundo, intitulado Eyeshield 21: Christmas Bowl e no Michi: Minami no Shima de Tokkun da! YA-HA!!, ocorreu durante a Jump Festa do ano seguinte. Os dois OVAs, posteriormente foram lançados em DVD. O primeiro foi lançado junto do segundo OVA de Naruto em uma compilação chamada de Jump Festa 2004 Super DVD enquanto que o segundo foi lançado como uma faixa extra do sexto volume de Eyeshield 21 lançado pela Bandai Visual.

### Anime
A adaptação televisiva da série foi coproduzida entre TV Tokyo, NAS e pelo estúdio Gallop e dirigida por Masayoshi Nishida, que foi substituído pelo Shin Katagai a partir do episódio 104. O anime começou a ser exibido no Japão pela TV Tokyo em 6 de abril de 2005, com seu último episódio sendo transmitido em 19 de março de 2008, o que gerou um total de 145 episódios. Eyeshield 21 também foi ao ar em Singapura, Taiwan, Hong Kong, Indonésia, Filipinas, Coreia do Sul, Chile, França, México e em toda América Latina. A NFL, a liga profissional de futebol americano dos Estados Unidos teve interesse na exibição de Eyeshield 21, pois ele detalhava bem e explicava várias jogadas. Os esforços para levarem o anime para os Estados Unidos foram muitos, Shueisha, NAS e TV Tokyo chegaram a criar um projeto chamado Eyeshield 21 U.S. Project para que ele fosse exibido no Cartoon Network, Toonami Jetstream e NFLRush.com. A versão em inglês começou a ser exibida no Toonami Jetstream em conjunto com a NFL Rush em 17 de dezembro de 2007, entretanto, não foram transmitido todos os episódios, devido ao fato do Toonami Jetstream ter encerrado seus serviços. No Japão, todos os episódios da série foram compilados e lançados em DVD pela Bandai Visual entre 22 de julho de 2005 e 25 de junho de 2008.

### Trilha sonora

O álbum com a trilha sonora completa de Eyeshield 21 lançada em dois discos é um dos muitos CDs musicais criados para o anime

Os temas musicais para a adaptação televisiva de Eyeshield 21 foram compostos por Kō Ōtani. A série teve cinco aberturas diferentes, "Breakthrough" por Coming Century, "Innocence" por 20th Century, "Dang Dang" por ZZ, "Blaze Line" por Back-On e "Honoo no Running Back" (炎のランニングバック) por Short Leg Summer. Sete temas de encerramento foram usados, "Be Free" por Ricken's, "Blaze Away" por The Trax, "Goal" por Beni Arashiro, "Run to Win" por Aya Hirano, Miyu Irino, Koichi Nagano e Kappei Yamaguchi, "A day dreaming..." por Back-On, "Flower" por Back-On e "Song of Power" por Short Leg Summer.
Inúmeros CDs de áudio foram lançados no Japão. A trilha sonora original de Eyeshield 21 foi lançada em dois discos dia 5 de março de 2008 pela Avex Mode no álbum intitulado Eyeshield 21 Complete Best Album. Três álbuns de compilação foram lançados, estes incluíam as aberturas e encerramentos bem como temas de inserção usado para os times e personagens, eles foram chamados de Eyeshield 21 Original Soundtrack Sound Field 1, Eyeshield 21 Sound Field Especial e Eyeshield 21 Song Best, sendo lançados em 31 de agosto de 2005, 21 de dezembro de 2005 e 23 de junho de 2006, respectivamente. Seis singles com as canções-temas dos personagens principais foram lançados, sendo os três primeiros lançados em 26 de outubro de 2005, para os personagens Sena Kobayakawa, Mamori Anezaki e Monta e os outros três em 25 de janeiro de 2006, com os temas de Haruto Sakuraba, Seijuro Shin e Suzuna Taki. Além de álbuns musicais foi lançado um CD drama intitulado Eyeshield 21 Drama Field 1 pela Avex em 21 de setembro de 2005.

### Jogos eletrônicos
Cinco jogos foram criados a partir do anime e mangá Eyeshield 21. A Konami produziu dois deles para a companhia Sony, Eyeshield 21: AmeFoot Yarouze! Ya! Ha!, lançado dia 22 de dezembro de 2005 para Playstation 2 e Eyeshield 21: Portable Edition, junto da WinkySoft,[carece de fontes?] para PlayStation Portable, cujo lançamento ocorreu em 2 de março de 2006. Além da Konami, a Nintendo que também possui diretos sob a venda de jogos eletrônico da série lançou os outros três restantes, além de ter planejado um para GameCube que nunca foi lançado. Em 2 de fevereiro de 2006, lançou para Nintendo DS, Eyeshield 21: Max Devil Power!, em 6 de abril do mesmo ano lançou Eyeshield 21: Devilbats Devildays para Game Boy Advance e para Nintendo Wii lançou Eyeshield 21: Field Saikyou no Tachi Senshi em 8 de março de 2007. Nestes dois últimos a produção ficou a cargo da Eighting, enquanto a Bandai apenas distribuiu os jogos.[carece de fontes?] Alguns personagens da série também estiveram presentes nos jogos Jump Super Stars e Jump Ultimate Stars, ambos para Nintendo DS, no primeiro somente personagens do time principal, enquanto que no segundo estiveram presentes também personagens do Ojo White Knights.

### Outras mídias
Além do mangá, anime, jogos eletrônicos, OVAs e CDs baseados em Eyeshield 21 foram lançados em outras mídias produtos da franquia. Dois artbooks foram lançados pela Shueisha, o primeiro, Eyeshield 21 Illustration Collection: Field of Colors, foi lançado em 2 de novembro de 2006. Antes da publicação deste livro, Riichiro e Murata, ouviram conselhos de Takehiko Inoue. O segundo só foi lançado em 19 de dezembro de 2008, com o título Paint Jump: Art of Eyeshield 21. Um databook chamado Eyeshield 21 Official Databook: Chou Senshu Retsuden Ballers High passou a ser comercializado em 4 de outubro de 2005. Eyeshield 21 deu origem também a duas light novels: a primeira, baseada no primeiro OVA e homônima a ele, foi lançada em 24 de maio de 2004 sob a autoria de Katsumi Hasegawa; a segunda, intitulada Eyeshield 21: Netto no Hundred Game!, foi escrita por Eijima Jun e lançada em 26 de maio de 2006. Dos dois autores originais, apenas Murata, ilustrando, participou das novels. No Japão, vários outros produtos, como vestimentas, quebra-cabeças, figuras de ação, pelúcias, calendários, chaveiros e máquinas de medal game foram lançados. Além disso, a Konami lançou um jogo de cartas colecionáveis baseados na franquia.

## Recepção

### Recepção do mangá
Durante a época em que era publicado Eyeshield 21 esteve várias vezes entre os dez mais vendidos da semana, por vezes alcançado a segunda colocação, enquanto que o primeiro lugar só foi alcançado com o volume 33. A série se manteve entre os mangás mais vendidos de todos os tempos da Jump. Em 2009, a Shueisha anunciou que, as vendas do mangá, até o trigésimo quinto volume, contabilizavam mais de vinte milhões cópias vendidas, no Japão. As vendas do mangá também foram significativas nos Estados Unidos, o mangá esteve por vezes na lista das trezentas bandas desenhadas mais vendidas da Diamond Comic Distributors. O site de notícias japonês Ameba fez uma pesquisa com mais de quinze mil internautas perguntando a eles quais foram os dez melhores mangás publicados pela revista Shōnen Jump' no século XXI e Eyeshield 21 alcançou a 7.ª coloção, mas em contrapartida em outra pesquisa sobre quais eram os títulos mais populares da revista, que apesar da qualidade das histórias, os fãs desistiram de continuar acompanhando, o mangá ficou na 20.ª colocação. Assim como vários animes e mangás do gênero esportivo influenciaram seus leitores a praticarem determinado esporte, Eyeshield 21 aumentou exponencialmente o número de colegiais jogando futebol americano.
Em geral, Eyeshield 21 teve críticas favoráveis. Em sua análise, Carlo Santos do Anime News Network disse que o mangá seria uma "típica história de esportes" não fosse seu "elenco bem definido de personagens e as boas ilustrações" e ainda complementou dizendo que "qualquer um que já tenha achado o futebol americano chato... pode acabar mudando de ideia" após ver as cenas de ação de Eyeshield 21. Carlo Santos fez outra análise, desta vez, não tão favorável, onde ele diz que Eyeshield 21 usa "muitos clichés conhecidos" e que o enredo, às vezes, torna-se "pouco realista" o tornando-o "ainda menos crível do que já é". Deb Aoki do About.com destacou pontos similares e elegeu a série, ao lado de Bleach, como a melhor série shōnen de 2007, comentando que a série combina bem "momentos de roer as unhas, além de um mix de comédia, ação e drama".
Jarred Pine do Mania.com elogiou o fato do humor da série conseguir variar entre uma comédia "vulgar e ultrajante" a "piadas mais sutis". Ele também diz que os autores conseguem trazer a "energia e a emoção do jogo" para os leitores e acrescenta que a série tem um humor "bem roteirizado". A revista School Library Journal elogiou os desenhos de Murata dizendo que "a arte soberba é semelhante ao estilo de Akira Toriyama [...] com cada centímetro cheio de detalhes e que não deixa nenhuma piada passar por despercebida" e comenta que boa parte dessas piadas são "típicos clichés esportivos". Zac Bertschy comentou que Eyeshield 21 "desafia o convencional" e que transforma algo que "soa como uma ideia realmente e ridiculamente ruim" em algo que "a maioria das pessoas seria capaz de desfrutar".

### Recepção do anime
O anime, assim como o mangá foi bem recebido pelos fãs e pelas publicações sobre o tema. Em 2006, a TV Asahi divulgou o resultado de uma pesquisa online aberta aos japoneses sobre seus programas favoritos de TV, onde Eyeshield 21 conseguiu a 47.ª colocação. O anime esteve por vezes entre os dez mais assistidos da semana no Japão. Daniel Marks, vice-presidente sênior da seção de estratégia e negócios da Viz Media, disse que um dos principais motivos para levar Eyeshield 21 para os Estados Unidos era o fato da série ser "um drama cheio de ação com uma mensagem positiva, que ensina a importância do trabalho em equipe, de como superar obstáculos e a ter objetivos."
Bobby Cooper do DVD Talk elogiou o modo como foram explicados as regras do futebol americano, acrescentando que as instruções de futebol americano nos intervalos comerciais "foram informativas e semelhantes as aulas de Hikaru no Go". Além de afirmar que Eyshield 21 é "uma excelente introdução sobre futebol americano", ele também afirmou que a série, dentro do gênero anime de esportes, estava em "um nível alto" e que ela é comparável a Hajime no Ippo. A ação dentro do campo foi algo elogiado, mas em outra análise Bobby diz que enquanto não há jogos "o ritmo diminui... e a história fica um pouco chata". Erin Finnegan do Anime News Network também repara nisso e diz que tais episódios parecem "sofrer da síndrome de Initial D". Em outra análise Finnegan destaca que "o futebol é difícil de se entender", mas que o anime "explica as 'regras bizantinas' de uma maneira divertida."